# Can't Remember to Forget You
"Can't Remember to Forget You" é uma canção gravada pela artista musical colombiana Shakira, gravada para o seu décimo álbum de estúdio homónimo. Conta com participação da artista musical barbadense Rihanna, sendo escrita pelas duas intérpretes, com o auxílio de Tom Hull, Daniel Alexander e Erik Hassle, e produzida por John Hill e Kid Harpoon. O seu lançamento ocorreu a 13 de Janeiro de 2014 através da RCA Records, como primeiro single do disco. Sete dias depois, foi lançada na iTunes Store a versão em língua espanhola intitulada "Nunca me acuerdo de olvidarte".
A música foi co-escrita por Shakira, Rihanna, John Hill, Tom "Kid Harpoon" Hull, Daniel Alexander e Erik Hassle, enquanto a produção ficou por conta de Shakira, Hill e Hull. "Can't Remember to Forget You" é uma faixa de uptempo que funde reggae, rock e new wave e dance. Liricamente, a música gira em torno de esquecer alguém que é ruim mesmo que você ame a pessoa. Após o seu lançamento, "Can't Remember to Forget You" foi recebido com críticas mistas dos críticos; Enquanto alguns elogiaram as influências do ska, outros sentiram que a música em geral não era memorável. Outros críticos observaram semelhanças entre a música e as músicas do The Police e Bruno Mars.
Comercialmente, o single se saiu bem, atingindo o número onze no Reino Unido; A música também atingiu o top 10 da Espanha, França, Alemanha e Suíça. Nos Estados Unidos, a música estreou no Billboard Hot 100 no vinte e oito e mais tarde, chegou ao pico de quinze no gráfico, tornando-se a faixa mais estrelada de Shakira na região. O videoclipe foi filmado em que Los Angeles, foi dirigido por Joseph Kahn e estreou no YouTube em 30 de janeiro de 2014. O clipe apresentou combinações Shakira e Rihanna, tanto em roupas reveladoras e um "abraço nu." A música foi tocada ao vivo pela primeira vez no iHeartRadio.

## Antecedentes e lançamento

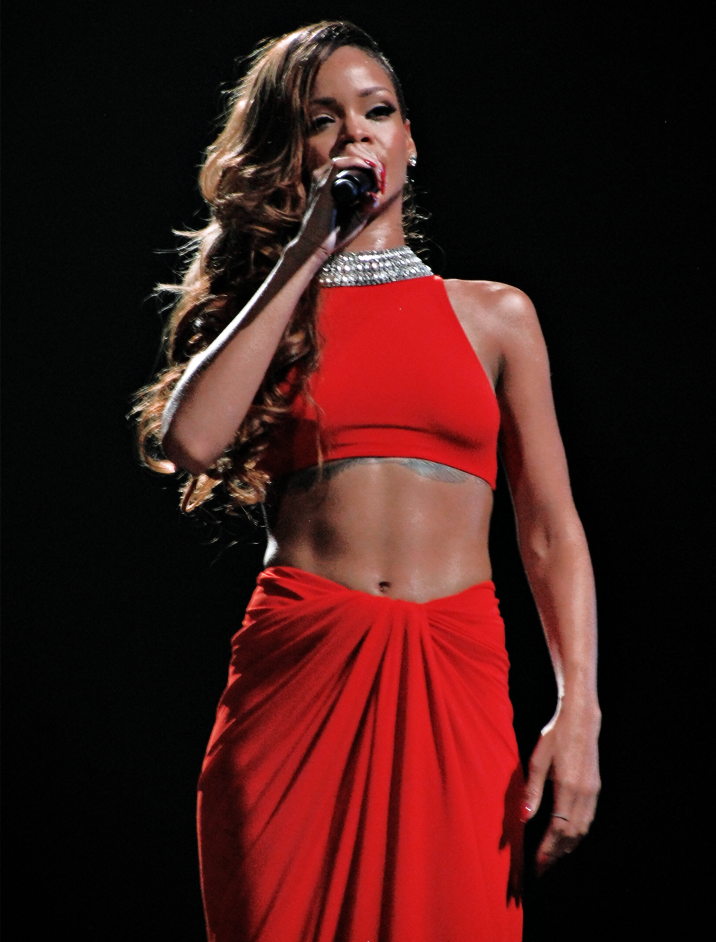
A canção apresenta a participação da cantora Barbadiana Rihanna.

Em novembro de 2011, Shakira começou a trabalhar no seu décimo álbum de estúdio, contudo, fez uma pequena pausa devido à gravidez do seu primeiro filho. Em 2012, foi revelado que o primeiro single do seu álbum seria intitulado de "Truth or Dare", com o vídeo musical a ser gravado em Lisboa, a 29 de junho de 2012. Em outubro de 2013, Peter Edge - director da RCA Records -, disse à revista Billboard o seguinte: "[Esta] nova música de Shakira vai ser um evento único, estamos a planear divulgá-la até ao final de [2013]".
Em dezembro de 2013, o rapper Pitbull revelou numa entrevista que inicialmente tinha pedido à cantora Rihanna para participar em "Timber", no entanto, esta recusou a oferta por estar a trabalhar com Shakira. "A pessoa que estávamos à procura em primeiro lugar para trabalhar neste tema foi realmente a Rihanna, mas como tinha algo relacionado com a Shakira, não foi possível trabalhar neste registo", afirmou o músico. Mais tarde, no mesmo mês, foi confirmado que o single de Shakira tinha sido adiado para Janeiro de 2014 e que tratava-se de uma colaboração com Rihanna.
A 6 de Janeiro de 2014, tanto Shakira como Rihanna confirmaram o título e data de lançamento da música através das suas contas oficiais na rede social Twitter. A capa foi revelada três dias depois. A E! Online elogiou a fotografia, classificando as cantoras de "radiantes e sensuais". A sua estreia em rádio acabou por ser a 13 de Janeiro de 2014, sendo que também foi lançada digitalmente na iTunes Store através da Live Nation Entertainment e RCA.

## Lançamento e capa
"Estou passando por uma experiência completamente diferente em relação à música. A música é sobre esse cara que só fica sob sua pele e você não pode sair sozinha. Eu acho que todas as mulheres passaram por isso. Esta música não é exatamente um reflexo da minha vida pessoal."

—Shakira falando de "Can't Remember to Forget You" e sua concepção.
Em 6 de janeiro de 2014, o título da música foi revelado como "Can't Remember to Forget You" e Rihanna confirmou que ela estaria contribuindo com seus vocais na faixa. Ela também mencionou que seria em 13 de janeiro de 2014, embora inicialmente fosse um dia depois. No dia seguinte, Shakira também confirmou a data do dueto e publicou uma versão promocional. "Nunca Me Acuerdo de Olvidarte", a versão em espanhol, foi em 21 de janeiro de 2014, que não possui Rihanna. O single físico na Alemanha esteve previsto para 14 de fevereiro de 2014.
A obra de arte real do single foi em 9 de janeiro de 2014, e descreve Shakira vestindo um macacão recortado preto com um medalhão dourado e preto. Rihanna é vista deitada em seu colo, vestida com um terno sem alças e jóias de fantasia. Donna McConell do Daily Mail, descreveu a obra de arte da capa, como "ardendente", enquanto Jordana Ossad da E! Online, chamou a dupla de "radiantes e sensuaid" e elogiou suas poses. Dois dias antes do lançamento da música, o trecho "granulado" da gravação em que Shakira poderia ser ouvida, cantando o título da música foi vazado. Em 13 de janeiro de 2014, "Can't Remember to Forget You" foi estreado no programa de rádio sindicado americano On Air with Ryan Seacrest. O áudio da música também foi publicado na conta do Vevo de Shakira e, a partir de setembro de 2017, acumulou mais de 830 milhões de visualizações.

## Composição
"Can't Remember to Forget You" é uma faixa uptempo que incorpora os gêneros new wave, reggae e dance-rock e possui elementos de ska e tem um duração de três minutos e vinte e oito segundos. O The Guardian caracterizou a música como uma faixa de "New wave" contendo uma batida de "guitarra". A revista Rap-Up, disse que a música é uma faixa "otimista" que contém a batida "reggae-tingida". A canção abre-se com um verso de tom reggae, que o Guardian comparou com trabalho do The Police, a música se move para um refrão com "violão-pesado" que contém "guitarras ska" e um arranjo de "rock pesado"." O Complex descreveu a música como uma faixa pop rock.
Liricamente, a música diz respeito a um homem que Shakira não pode tirar da cabeça, discutindo o quão fácil é esquecer e o quão ruim é alguém quando você ainda os ama. As letras foram notadas por E! Online, estou descrevendo uma mulher que seguirá o homem, o conceito da música é introduzido em letras como "Não consigo me lembrar de te esquecer / Oh oh oh Continuo me esquecendo de te deixar ir embora / Mas quando você olha para mim, a única lembrança é de nós nos beijando na luz do luar." Lewis Corner do Digital Spy, comentou sobre a letra; "Eu continuo esquecendo que eu deveria deixá-lo ir", como os cantores contam a seu poder de "sedução", que parece ter um controle robusto em seus corações", continuando dizendo que as letras das músicas são "armadilhas românticas". Musicalmente, a música é escrita na nota de B menor e definida em assinatura de tempo comum com um ritmo moderadamente rápido de 138 batimentos por minuto. Ele segue a progressão de acordes de Bm-In-A-D. Os vocais de Shakira e Rihanna vão desde a nota de B3, até a nota alta de D5.

## Recepção da critica
A música recebeu críticas mistas dos críticos. A MTV elogiou a música e elogiou seu visual com "toques de ilha latina", continuando a comparar a música com "Locked Out of Heaven" de Bruno Mars e a colaboração anterior de Shakira e Beyoncé "Beautiful Liar." The Guardian encontrou suas melodias cativantes, e elogiou a canção por se manter afastada do electronic dance music, elogiando o retorno de Shakira ao "new wave pop coberto de guitarra". A revista VIBE magazine, elogiou o duo chamando-a de "colaboração poderosa". Jason Lipshutz da Billboard, observou a canção como sendo "grandemente grandiosa", elogiando o "riff de guitarra ska-punk" e seu "arranjo de rock pesado". O Popjustice deu a música uma crítica positiva dizendo: "Você não pode dar errado com um pouco de Shakira. Você não pode dar errado com um pouco de Rihanna. Dois fatos para vocês, senhoras e senhores."
Bradley Stern do MuuMuse, sentiu que a música não era conseqüente, apesar de louvar a música como algo diferente do que estava nas rádios contemporâneas. Apesar de dizer que "elementos" da música "se sentem mundanos e memoráveis", Amy Sciarretto, do Pop Crush, entregou a música duas e meia estrelas de cinco, afirmando: "é um pouco decepcionante, considerando que são duas divas femininas de potência sob um mesmo teto." Da mesma forma, Lindsey Weber do Vulture chamou a canção de "ironicamente esquecivel" devido à semelhança vocal de Shakira e Rihanna e a "batida de reggae-rock". Além disso, Gerrick D. Kennedy do Los Angeles Times, disse que o single "poderia usar mais vapor", resumindo com "Aqui está uma vibração hype: é quase impossível viver". Claire Lobenfield of Complex escreveu: "Como evidenciado pelo título, é um canção sobre o sofrimento persistente. Mas ao invés de torná-lo um caso melancólico, o dueto é um pop-rock completo e um Bruno Mars".

## Desempenho comercial
No primeiro dia da música, teve 1.172 rotações em 143 estações, equivalentes a 11 milhões de reproduções. "Can't Remember to Forget You" estreou no número 28 no Billboard Hot 100 e no 25 no Latin Pop Songs. A versão em espanhol estreou no nº 11 no gráfico Hot Latin Songs. Com a música que estreou no número vinte e oito no Billboard Hot 100, tornou-se a faixa de maior estréia de Shakira nos Estados Unidos. Sua posição mais alta na parada da Billboard Hot 100, até agora é no número quinze. A partir de março de 2014, a música vendeu 376 mil cópias digitais nos EUA.
A música fez sua estréia no gráfico da Irlanda, onde estreou no número dezessete no Irish Singles Chart. No Reino Unido, o single estreou no número onze do UK Singles Chart, dando a Shakira seu décimo primeiro lugar no topo do Reino Unido e Rihanna seu trigésimo nono top quarenta. Na França, a música entrou na tabela de singles no número seis. O single estreou no número 20 na Alemanha e subiu ao número nove algumas semanas depois, atingindo o pico no oito. Em outros lugares, na Europa, a música foi comercialmente bem-sucedida, atingindo o Top 10 em mais de 20 países. Na América Latina, o single ficou muito bem alcançando o top 10 em muitos territórios. A canção foi número um na Grécia, Croácia, Polônia, Líbano e México, e também chegou ao primeiro lugar no American Dance Club Songs Chart. A música foi classificada em 85 na Hot 100. A versão em espanhol da música acabou sendo número um na Venezuela.

## Videoclipe
O videoclipe de acompanhamento para "Can not Remember to Forget You" foi filmado pelo diretor americano Joseph Kahn. Em 8 de dezembro de 2013, Shakira certou que tinha terminado de filmar o vídeo com Kahn. A estréia do clipe ocorreu em 30 de janeiro de 2014 e estreou durante "Shakira: Off the Charts" um especial de 30 min 8: pm ET/PT no E! Online. O clipe foi disponibilizado para transmissão no perfil no VEVO de Shakira no YouTube, onde recebeu mais de 17,1 milhões de visualizações durante as primeiras 24 horas de disponibilidade. Em 9 de fevereiro de 2014, o video atingiu 100 milhões de visualizações, tornando-se o oitavo videoclipe certificado de Shakira, pelo Vevo.

## Remixes
Em 12 de fevereiro de 2014, o DJ holandês Fedde le Grand, fez um remix em EDM para a música, o remix reavivou o louvor com os críticos dizendo que "sua reforma de eletro-casa transforma a música em forragem de clube perfeita".

## Performances ao vivo
Em 25 de março de 2014, Shakira realizou uma festa do álbum iHeartRadio, que foi apresentada pela Target, ao vivo no iHeartRadio Theatre Los Angeles, durante a festa que Shakira realizou "Não consigo lembrar de esquecer você", juntamente com outras músicas do álbum. Em 28 de março de 2014, Shakira realizou a música no show de música alemã Echo. Ela também realizou a música no The Today Show nos EUA e no Le Grand Journal na França. Além disso, ela interpretou a música no Wango Tango. Além disso, ela interpretou a música para um mini-show em um programa de TV brasileiro chamado Fantástico, que foi exibido em 13 de julho de 2014.

## Faixas e formatos
| Descarga digital |                                              |         |  |
| N.º              | Título                                       | Duração |  |
| 1.               | "Can't Remember to Forget You" (com Rihanna) | 3:26    |  |

| Descarga digital - versão em espanhol |                                 |         |  |
| N.º                                   | Título                          | Duração |  |
| 1.                                    | "Nunca me acuerdo de olvidarte" | 3:26    |  |

## Desempenho nas tabelas musicais
| Tabela musical (2014)                                                                     | Melhor posição |
| ----------------------------------------------------------------------------------------- | -------------- |
| Alemanha (Media Control AG)                                                               | 8              |
| Austrália (ARIA)                                                                          | 18             |
| Áustria (Ö3 Austria Top 40)                                                               | 4              |
| Bélgica (Ultratop 50 de Flandres)                                                         | 9              |
| Bélgica (Ultratop 50 da Valônia)                                                          | 6              |
| Brasil (Billboard Brasil Hot 100)                                                         | 34             |
| Brasil Hot Pop Songs                                                                      | 7              |
| Bulgária (IFPI)                                                                           | 2              |
| Canadá (Canadian Hot 100)                                                                 | 19             |
| Colômbia (National-Report)                                                                | 4              |
| Coreia do Sul (Gaon Chart)                                                                | 3              |
| Dinamarca (Hitlisten)                                                                     | 11             |
| Escócia (Scottish Singles Chart)                                                          | 6              |
| Eslováquia (Rádio Top 100)                                                                | 7              |
| Espanha (PROMUSICAE)                                                                      | 2              |
| Estados Unidos (Billboard Adult Top 40)                                                   | 36             |
| Estados Unidos (Billboard Hot 100)                                                        | 15             |
| Estados Unidos (Billboard Dance Club Songs)                                               | 1              |
| Estados Unidos (Billboard Hot Latin Airplay)                                              | 9              |
| Estados Unidos (Billboard Latin Pop Airplay)                                              | 5              |
| Estados Unidos (Billboard Mainstream Top 40)                                              | 23             |
| Estados Unidos (Billboard Rhythmic)                                                       | 32             |
| Finlândia (Suomen virallinen lista)                                                       | 6              |
| França (SNEP)                                                                             | 5              |
| Grécia (Billboard)                                                                        | 1              |
| Hungria (Rádiós Top 40)                                                                   | 5              |
| Hungria (Single Top 40)                                                                   | 6              |
| Islândia (Lagalistinn)                                                                    | 7              |
| Irlanda (IRMA)                                                                            | 7              |
| Israel (Media Forest)                                                                     | 6              |
| Itália (FIMI)                                                                             | 13             |
| Japão (Japan Hot 100)                                                                     | 22             |
| Líbano (The Official Lebanese Top 20)                                                     | 1              |
| Luxemburgo (Billboard)                                                                    | 3              |
| México (Billboard Mexican Airplay)                                                        | 1              |
| México (Monitor Latino)                                                                   | 6              |
| Países Baixos (Dutch Top 40)                                                              | 15             |
| Noruega (VG-lista)                                                                        | 5              |
| Nova Zelândia (Recorded Music NZ)                                                         | 32             |
| Polónia (Polish Airplay Top 100)                                                          | 2              |
| Polónia (Dance Top 50)                                                                    | 1              |
| Portugal (Billboard)                                                                      | 7              |
| Reino Unido (UK Singles Chart)                                                            | 11             |
| República Checa (Singles Digitál Top 100)                                                 | 23             |
| República Dominicana (Monitor Latino) versão em espanhol: "Nunca Me Acuerdo de Olvidarte" | 2              |
| Rússia (Tophit Weekly General Airplay)                                                    | 5              |
| Suécia (Sverigetopplistan)                                                                | 8              |
| Suíça (Schweizer Hitparade)                                                               | 7              |
| Taiwan (Five Music Western Chart)                                                         | 2              |
| Turquia (Number One Top 20)                                                               | 2              |
| Ucrânia (Airplay Top 40)                                                                  | 3              |
| Venezuela (Record Report)                                                                 | 2              |

| Chart (2014)                                       | Maior posição |
| -------------------------------------------------- | ------------- |
| Alemanha (Official German Charts)                  | 51            |
| Bélgica (Ultratop Flanders)                        | 85            |
| Bélgica (Ultratop Wallonia)                        | 62            |
| EUA (Billboard Dance Club Songs)                   | 26            |
| EUA (Billboard Latin Songs)                        | 36            |
| Estados Unidos (Billboard Hot 100)                 | 85            |
| Itália (FIMI)                                      | 53            |
| Japão (Billboard Japan Adult Contemporary Airplay) | 37            |
| Japão (Billboard Japan Hot Top Airplay)            | 84            |
| Polônia (Dance Top 50)                             | 3             |
| Polônia (ZPAV Digital Sales)                       | 7             |
| Polônia (ZPAV/BMAT Airplay)                        | 25            |
| Suíça (Schweizer Hitparade)                        | 59            |
| Venezuela (Record Report)                          | 1             |

## Vendas e certificações
| Região | Certificação | Vendas   |
| --- | ------------ | -------- |
| Alemanha (BVMI) | Ouro         | 150,000^ |
| Austrália (ARIA) | Ouro         | 35,000^  |
| Dinamarca (IFPI Dinamarca) | Platina      | 40,000^  |
| Itália (FIMI) | Platina      | 30,000*  |
| México (AMPROFON) | Platina      | 60,000*  |
| Noruega (IFPI Noruega) | 5× Platina   | 50,000*  |
| Reino Unido (BPI) | Prata        | 250,000‡ |
| Suécia (GLF) | Ouro         | 40,000^  |
| Suíça (IFPI Suíça) | Platina      | 15,000^  |
| Streaming |              |          |
| Espanha (PROMUSICAE) | Platina      | 80,000^  |
| *números de vendas baseados somente na certificação ^distribuições baseadas apenas na certificação ‡vendas+valores de streaming baseados somente na certificação |              |          |

## Histórico de lançamento
| País      | Data                  | Formato          | Editora discográfica |
| --------- | --------------------- | ---------------- | -------------------- |
| Austrália | 14 de janeiro de 2014 | Descarga digital | RCA                  |
| Brasil    | 14 de janeiro de 2014 | Descarga digital | RCA                  |
| EUA       | 14 de janeiro de 2014 | Descarga digital | RCA                  |
| EUA       | 14 de janeiro de 2014 | Rádio mainstream | RCA                  |
| França    | 14 de janeiro de 2014 | Descarga digital | RCA                  |
| Portugal  | 14 de janeiro de 2014 | Descarga digital | RCA                  |
| Suíça     | 14 de janeiro de 2014 | Descarga digital | RCA                  |